# America East Conference

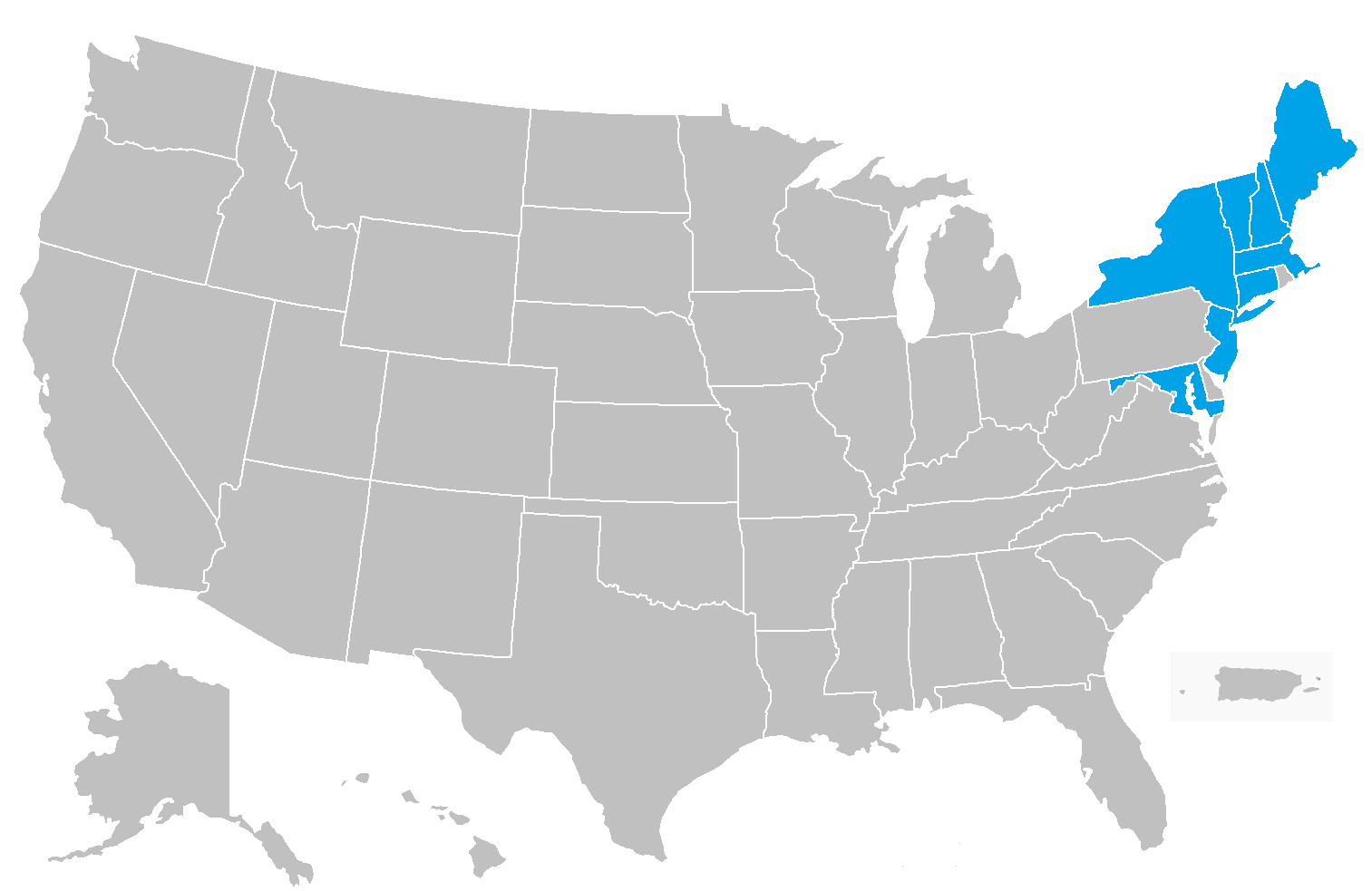
Ausdehnung der America East Conference

Die America East Conference ist eine aus neun Universitäten bestehende Liga für diverse Sportarten, die in der NCAA Division I spielen.
Die Liga wurde 1979 gegründet. Die Mitglieder befinden sich im Nordosten der Vereinigten Staaten. Der Hauptsitz befindet sich in Cambridge im Bundesstaat Massachusetts.

## Mitglieder

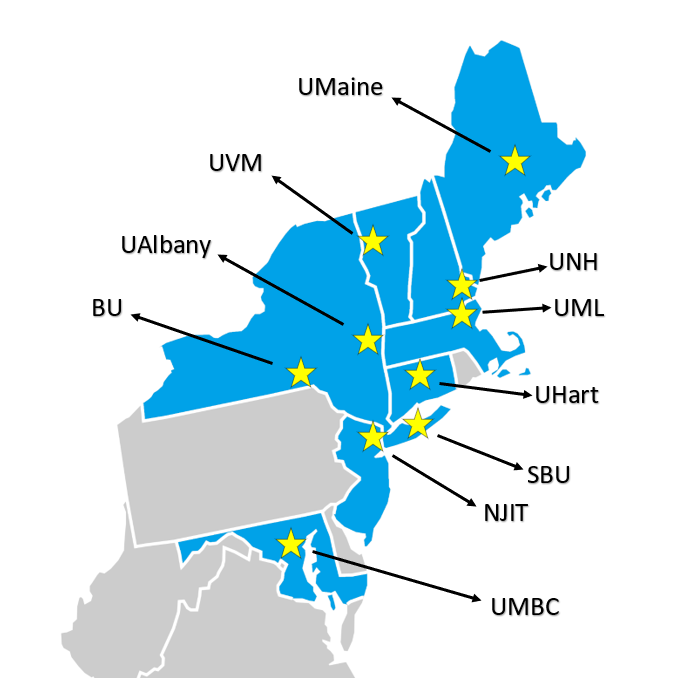
Lage der Vollmitglieder

| Universität                              | Ort                      | Teamname    | gegründet | Trägerschaft | Studenten | beigetreten |
| ---------------------------------------- | ------------------------ | ----------- | --------- | ------------ | --------- | ----------- |
| University at Albany                     | Albany, New York         | Great Danes | 1844      | staatlich    | 18.202    | 2001        |
| Binghamton University                    | Vestal, New York         | Bearcats    | 1946      | staatlich    | 14.898    | 2001        |
| Bryant University                        | Smithfield, Rhode Island | Bulldogs    | 1863      | privat       | 3.751     | 2022        |
| University of Maine                      | Orono, Maine             | Black Bears | 1865      | staatlich    | 11.818    | 1979        |
| University of Maryland, Baltimore County | Catonsville, Maryland    | Retrievers  | 1966      | staatlich    | 12.268    | 2003        |
| University of Massachusetts Lowell       | Lowell, Massachusetts    | River Hawks | 1894      | staatlich    | 16.330    | 2013        |
| University of New Hampshire              | Durham, New Hampshire    | Wildcats    | 1866      | staatlich    | 14.964    | 1979        |
| New Jersey Institute of Technology       | Newark, New Jersey       | Highlanders | 1881      | staatlich    | 11.518    | 2020        |
| University of Vermont                    | Burlington, Vermont      | Catamounts  | 1791      | staatlich    | 12.347    | 1979        |

### Assoziierte Mitglieder
| Universität                                     | Ort                          | Teamname     | gegründet | Sportart                      | in AmEast seit | Main-Conference | Trägerschaft | Studenten |
| ----------------------------------------------- | ---------------------------- | ------------ | --------- | ----------------------------- | -------------- | --------------- | ------------ | --------- |
| University of California, Berkeley (California) | Berkeley, Kalifornien        | Golden Bears | 1868      | Feldhockey (Frauen)           | 2015           | Pac-12          | staatlich    | 36.204    |
| Stanford University                             | Stanford, Kalifornien        | Cardinal     | 1891      | Feldhockey (Frauen)           | 2015           | Pac-12          | privat       | 15.877    |
| University of California, Davis (UC Davis)      | Davis, Kalifornien           | Aggies       | 1905      | Feldhockey (Frauen)           | 2015           | Big West        | staatlich    | 34.175    |
| Virginia Military Institute (VMI)               | Lexington, Virginia          | Keydets      | 1839      | Schwimmen (Männer und Frauen) | 2017           | SoCon           | staatlich    | 1.653     |
| Merrimack College                               | North Andover, Massachusetts | Warriors     | 1947      | Lacrosse (Männer)             | 2022           | NEC             | privat       | 3.726     |